# Centralisme

Els estats unitaris es mostren en blau

Un Estat unitari o Estat centralitzat és un Estat o país governat constitucionalment com una sola unitat, sovint amb només una assemblea legislativa, només un sistema judicial que supervisa els sistemes judicials locals, i només una constitució. El poder polític del govern en aquests Estats pot ser transferit a nivells inferiors, a les assemblees regionals o locals, als governadors o als batlles per mitjà d'un procés de devolució de poders, però el poder central conserva el dret de revocar qualsevol poder delegat. La majoria dels Estats del món són Estats unitaris.
Atès que el poder del govern recau completament o majoritàriament sobre el govern central, el sistema de govern dels Estats unitaris sovint es coneix com a centralisme. En el sentit més pur, tanmateix, tots els Estats del món exhibeixen un grau relatiu de centralisme o una convergència del poder cap al govern central. L'extrem més radical del centralisme és la dictadura en què totes les decisions de govern, de l'Estat o de les regions que el constitueixen, són preses per una sola autoritat. En les democràcies, els Estats centralitzats podrien ser classificats en dues categories:
- aquells Estats en què les autoritats regionals són designades directament pel govern central; com és el cas de Xile, el president del qual designa els intendents de les regions (divisions administratives de primer nivell) i els governants de les províncies (divisions administratives de segon nivell).
- aquells Estats en què algunes, la majoria o totes les autoritats regionals són elegides democràticament pels residents, però el govern central conserva el dret de revocar o limitar l'autonomia atorgada a les regions, com és el cas de França o Espanya; el procés de devolució de poders a les regions pot dur a la creació d'un Estat unitari amb descentralització funcional, que podria ser considerat un estatus intermedi entre el centralisme pur i el federalisme, encara que si l'autonomia atorgada és àmplia, no difereixen en res tret de l'origen de les atribucions autonòmiques: l'autonomia de les regions dels Estats unitaris amb descentralització procedeix del govern central, mentre que l'autonomia de les regions dels Estats federats és intrínseca i el poder del govern central emana de les regions.

Històricament, el centralisme va ser la forma de govern de la majoria dels Estats europeus del segle xix, mentre que els Estats Units es van conformar com la primera federació democràtica constitucional. A la majoria dels països llatinoamericans, els corrents polítics van prendre un dels dos extrems: els conservadors o centralistes advocaven per la conformació d'Estats unitaris segons el model francès, i els liberals o federalistes advocaven per la conformació d'Estats federats segons el model nord-americà. Les discrepàncies van dur a llargs i violents conflictes armats i sovint el centralisme i el federalisme es van alternar repetidament com a formes de govern. A Europa, la majoria dels Estats federats que s'han conformat ho han fet més recentment, durant el segle xx, però d'altres han preferit un model de descentralització funcional que no arriba a la federació de les regions.